# 佐々木岳久
佐々木岳久（ささき たけひさ、1972年5月20日 - ）は、日本の現代美術家、およびクリエイティブ・ディレクター、プロデューサー、プランナー、コピーライター。宮城県石巻市出身。絵画やオブジェを中心に制作する。

## 経歴
1972年 宮城県石巻市に生まれる。
1988年 宮城県石巻高等学校に入学。
1992年 多摩美術大学美術学部絵画科油画専攻に入学。
1996年 同大学を卒業。

## 評価
彫刻家の飯田善國は、佐々木の作品を「心のうちにひそむ光と闇の、ひたむきなデッサン」と評したとされる。
詩人の宗左近は、佐々木の作品が「哲学に裏打ちされたもの」であり、「純粋な一滴の万華鏡世界」であると評したとされる。
美術評論家の前島隆は、佐々木の作品について「イメージの具現化に様々な新しい技術を駆使し、密度を高く保っている」と述べている。

## 展示会
国内外で精力的に作品を発表している。
現代美術小品展（佳作受賞）
第3回 日仏現代作家展（大賞受賞）
フィナール国際美術展
サロン・ド・フィナール・パリ展
サロン・ド・フィナール東京・大阪展
第1回 日仏アートサロン
ふるさと美術展
河北美術展
Young Art Taipei 2013（台湾）
BANK ART FAIR 2013（香港）
朝日Ａ展
Print-making
その他 個展多数。